# Santa Lucía del Camino
Santa Lucía del Camino là một đô thị thuộc bang Oaxaca, México. Năm 2005, dân số của đô thị này là 45725 người.